# 韋克瑟爾山 (奧地利)
47°31′50″N 15°54′46″E / 47.53056°N 15.91278°E

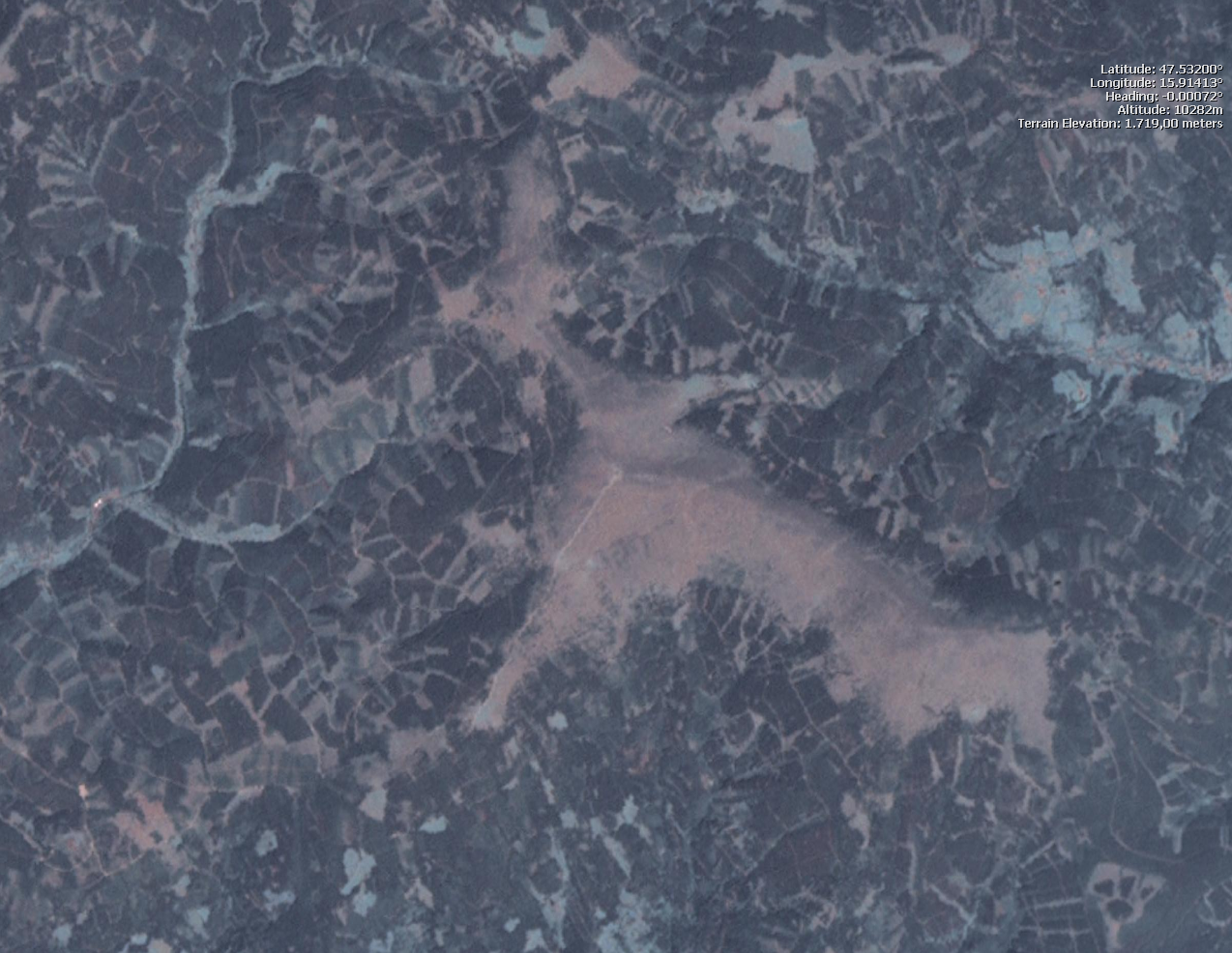

韋克瑟爾山（德語：Wechsel），是奧地利的山峰，位於該國東北部，處於下奧地利州和施泰爾馬克州接壤的邊界，海拔高度1,743米，每年平均降雨量1,475毫米。